# Alabama River
Der Alabama River ist ein Fluss im US-Bundesstaat Alabama. Er entsteht durch den Zusammenfluss des Coosa River mit dem Tallapoosa River ungefähr sechs Meilen von Montgomery entfernt. 
Er verläuft westlich bis nach Selma, dann südwestlich, bis er sich etwa 50 km Luftlinie nördlich von Mobile mit dem Tombigbee River zum Mobile River vereinigt. Dieser mündet schließlich mit mehreren Armen – darunter dem Tensaw River, der den eigentlichen Mobile River 9 km unterhalb des Zusammenflusses von Alabama River und Tombigbee River verlässt – auf Höhe der Stadt Mobile in die Mobile Bay. 
Die Breite des Flusses variiert zwischen 200 und 300 m, seine Tiefe liegt zwischen ein und zwei Metern. Er mäandert sehr stark entlang seines gesamten Verlaufs, was zu unterschiedlichen Längenangaben führt, je nachdem welches Messverfahren zur Anwendung kommt. Nach einer Messung der United States Geological Survey hat der Fluss eine Länge von 502 km. Die Messung der von einem Boot zurückgelegten Strecke liefert hingegen eine Länge von 676 km für den gesamten Flussverlauf. 
Der Alabama River durchfließt reiche land- und forstwirtschaftliche Nutzflächen und ist durch Eisenbahnstrecken mit der Bergbauregion im zentralen Nordalabama verbunden.

## Namensvarianten
Der Fluss besitzt mehrere Bezeichnungsvarianten:
- Alabama Fiume[1]
- Albama River[2]
- Halibama River[3]
- Moville River[4]
- Piache[5]
- Riviere des Alibamons[6]
- Río de Mobila[7]